# IL Protocol
Протокол IL (англ. Internet Link) служит для передачи сообщений 9P (протокола файловой системы из ОС Plan9)  через IP. Это протокол с установлением логических соединений, который обеспечивает надежную передачу упорядоченных сообщений между машинами. Поскольку процесс может иметь только единственный ожидающий выполнения запрос 9P, нет необходимости для управления потоком в IL. Подобно TCP, IL имеет адаптивные задержки: он масштабирует время подтверждения приема и время повторной передачи для соответствия сетевой скорости. Это позволяет протоколу хорошо работать как в сети Internet с большими задержками, так и в локальных сетях Ethernet с большими пропускными способностями. Также IL не делает никаких слепых повторных передач, чтобы избежать увеличения перегрузки занятых сетей. Подробное изложение можно найти в другой статье [PrWi95].
В Plan 9 реализация IL меньше и быстрее чем TCP. IL является основным транспортным протоколом в Plan 9 при работе через Internet.
По состоянию на 4 редакцию ОС Plan 9 (2003), от IL отказались в пользу TCP, из-за плохой работы на больших расстояниях.